# Три метри над рівнем неба: Я хочу тебе
Три метри над рівнем неба: Я хочу тебе (ісп. Tengo ganas de ti) — іспанський фільм 2012 року режисера Фернандо Ґонсалеса Моліни, продовження романтичної драми 2010 року «Три метри над рівнем неба» (ісп. Tres metros sobre el cielo), знятої за мотивами роману «Три метри над небом» Федеріко Моччія. У головних ролях виступили Маріо Касас, Клара Лаго та Марія Вальверде.
Знімання проходили в Барселоні і Жироні (Іспанія). Дата виходу — 22 червня 2012 року. Прем'єра в Україні — 5 липня 2012 року.

## Сюжет
Проживши кілька років у Лондоні, Аче вирішує повернутися до Іспанії. Однак його лякає зустріч зі своєю колишньою коханою Бабі, про яку він не переставав думати весь цей час.
Повернувшись, він розуміє, що все навколо дуже сильно змінилося, і йому слід почати нове життя: знайти роботу, завести нових друзів, а найголовніше налагодити особисте життя. І ось одного разу, випадково, він знайомиться з дівчиною Джин, енергійною й такою, що не визнає жодних меж. Вона дуже схожа на нього, йому шалено добре з нею. Але зустріч з Бабі, якої він так боявся, викликає в ньому бурю емоцій і почуттів. Тепер Аче доведеться зробити важкий вибір.

## У ролях
- Маріо Касас — Уґо («Аче») Олівера
- Клара Лаго — Джиневра («Джин»), танцівниця, кохана Аче
- Марія Вальверде — Бабі Алькасар, колишня кохана Аче, готується до весілля
- Марина Салас — Катіна, подруга Аче та колишня найкраща подруга Бабі, кохана його загиблого найкращого друга Полло
- Андреа Дуро — Мара
- Луїс Естебанес — Чіно
- Марта Мартін — Сільвія
- Нереа Камачо — Дані
- Дієго Мартін — Алекс
- Марсель Боррас — Чіко
- Назарет Арас — Ное Торрес
- Пабло Ріверо — Ґуставо
- Клара Сегура — Ла Форго

## Саундтреки
1. Клара Лаго — La Cama
2. Клара Лаго — Aunque tú no lo sepas
3. Corizonas — I wanna believe
4. ElColumpio asesino — Toro
5. The Zombie Kids[es] — Face
6. The Zombie Kids[es] — Moi a l' ocela
7. Void Camp — The news
8. Polock — Fasterlove
9. Azteksflow — Tengo ganas de ti
10. Delorean — Grow
11. Zahara[es] — Con las ganas
12. Zahara[es] — Tu me llevas
13. The Irrepressibles — In this shirt
14. Femme Fatale — Human soul
15. Focus Music — Starlight
16. Демі Ловато — Remember December